# 加茂川 (千葉県)
加茂川（かもがわ）は、千葉県鴨川市を流れ太平洋に注ぐ二級河川である。

## 地理
千葉県鴨川市西部に源を発し概ね東に流れ、鴨川市貝渚と鴨川市前原の境界から太平洋に注ぐ。流路延長24.7km。二級河川指定区間は鴨川市金束谷川合流点から河口までの22.25km。

## 支流
- 川音川
- 銘川
- 金山川

## 流域の観光地
- 大山千枚田（千葉県鴨川市平塚）
- 吉保八幡神社（千葉県鴨川市宮山）

## 環境
安房地域で最大規模となる河川ではあるが、長狭平野の中心を貫く長狭街道に沿うように流れ鴨川市街地の排水河川となるため水質が悪化している。2003年ベイシア鴨川店の出店の際も市民から排水はやめてほしいという請願がなされた。